# École supérieure de musique et de théâtre Felix Mendelssohn Bartholdy de Leipzig
L'École supérieure de musique et de théâtre Felix Mendelssohn Bartholdy de Leipzig ((de) Hochschule für Musik und Theater „Felix Mendelssohn Bartholdy“ Leipzig), autrefois conservatoire royal de musique de Leipzig ((de) Königliches Konservatorium der Musik zu Leipzig), est une école d'enseignement supérieur fondée en 1843. C'est la plus ancienne école de ce type en Allemagne.
C'est le 4 novembre 1972 que l'école a pris le nom de son fondateur, Félix Mendelssohn, à l'occasion du 125e anniversaire de la mort du musicien.

## Enseignants renommés de l'école
- Félix Mendelssohn, compositeur et fondateur de l'école (avril 1843-1847)
- Robert Schumann
- Ernst Ferdinand Wenzel (1843 – 1880)
- Ignaz Moscheles
- Max Reger, compositeur, professeur d'orgue de composition (1907-1908)
- Johann Nepomuk David, compositeur autrichien, professeur et directeur de l'école (1939-1945)
- Moritz Hauptmann
- Carl Ferdinand Becker
- Ferdinand David
- Carl Reinecke
- Salomon Jadassohn
- Julius Klengel, professeur de violoncelle
- Hugo Steurer, professeur de piano
- Alfred Reisenauer, professeur de piano et directeur en 1900
- Sigfrid Karg-Elert

## Diplômés renommés de l'école
- Joseph Ascher, compositeur
- Charles Ainslie Barry (1830-1915), organiste et musicographe britannique.
- Adolph Brodsky, violoniste
- Hermann Grabner, compositeur
- Edvard Grieg, compositeur
- Albrecht Haupt, directeur de la musique d'église et de la musique de l'université à Ulm
- Tobias Künzel, musicien pop, leader du groupe Prinzen
- Sebastian Krumbiegel, chanteur du même groupe
- Christian Lahusen, compositeur
- Eléni Lambíri (1889-1960), compositrice et cheffe d'orchestre.
- Anke Lautenbach, chanteuse
- Hermann Levi, chef d'orchestre et compositeur
- Ignaz Moscheles, compositeur, pianiste virtuose, chef d'orchestre et pédagogue de la musique
- Karl Richter, interprète de Bach et enseignant à Munich
- Miklós Rózsa, compositeur (surtout de musiques de films)
- Henry Schoenefeld (1857-1936), compositeur et chef d'orchestre américain.
- Robert Schumann, compositeur
- Barbara Senator, mezzo-soprano lyrique à Hanovre
- Johanna Senfter, compositeur (octobre 1908-juin 1909)
- Ethel Smyth, compositrice
- Joachim Stoutchevski, violoncelliste et compositeur (1909 à 1912)
- Aušrinė Stundytė
- Geirr Tveitt, compositeur
- Nadja Uhl, actrice
- Christel Loetzsch, mezzo-soprano
- Maja Bang, violoniste et pédagogue norvégienne naturalisée américaine